# Vicente Calderón
Vicente Calderón Pérez-Cavada (Torrelavega, Cantabria, 27 de mayo de 1913 - Madrid, 24 de marzo de 1987) fue un empresario y dirigente deportivo español. Fue presidente del Club Atlético de Madrid durante 21 años en dos etapas no consecutivas: desde 1964 hasta 1980, y de nuevo desde 1982 hasta su muerte, lo que le convierte en el mandatario más longevo y laureado al frente del equipo madrileño.
Después de desarrollar su trayectoria profesional como empresario y promotor inmobiliario, en 1964 entró en la junta directiva del Atlético de Madrid para reemplazar a Javier Barroso. Bajo su mandato se concluyeron las obras del nuevo estadio de Manzanares, renombrado «estadio Vicente Calderón» en 1972; el club alcanzó los 50 000 socios, y la sección de fútbol se convirtió en una de las potencias a nivel español con cuatro ligas, cuatro copas, un subcampeonato de la Copa de Europa y el triunfo en la Copa Intercontinental de 1974.

## Biografía
Vicente Calderón nació el 27 de mayo de 1913 en Torrelavega, siendo el último de seis hermanos en una familia de orígenes humildes. Su padre Raimundo Calderón era dueño de pequeñas fincas de ganado, mientras que su madre Benita Pérez-Cavada se dedicaba al cuidado del hogar. De pequeño cursó la educación básica en los Salesianos, pero cuando tenía 15 años tuvo que dejar los estudios para ayudar a su familia. Durante la guerra civil española fue reclutado por el bando sublevado y llegó a combatir en la batalla de Teruel.
Con 19 años se trasladó a Madrid y desempeñó diversos oficios hasta que en la década de 1940 montó una pequeña empresa de exportación de productos de las Islas Canarias. Años más tarde invirtió en el desarrollo del turismo de playa en Gandía, a través de la transformación urbanística del Grao de Gandía, y en Lanzarote. Antes de dedicarse al fútbol llegó a ser presidente de hasta 37 sociedades anónimas.
Fue también consejero del Banco de Valladolid, en el que llegó a ostentar el 20% de las acciones. En febrero de 1978 sucedió a Domingo López Alonso como presidente ejecutivo y accionista mayoritario, desde febrero hasta julio de 1978, pero nunca llegó a formalizar la compra de los títulos y López Alonso recuperó su cargo. A finales del mismo año la entidad fue intervenida por la Corporación Bancaria (actual Fondo de Garantía de Depósitos) del Banco de España.
Estuvo casado con María de los Ángeles Suárez y tuvo cuatro hijos. En el plano deportivo, era socio desde 1948 del Atlético de Madrid (n.º 2596) y también tenía el carnet del Real Madrid Club de Fútbol (n.º 7901), además de mantener una cordial relación personal con el presidente madridista Santiago Bernabéu.

## Presidencia del Atlético de Madrid

### Primera etapa (1964-80)
La primera etapa de Vicente Calderón como presidente del Atlético de Madrid se desarrolló desde el 17 de marzo de 1964 hasta el 16 de junio de 1980. A lo largo de esos 16 años el equipo ganó cuatro ligas españolas, tres copas nacionales y una Copa Intercontinental, así como numerosos torneos menores. Además se completó el traslado del Metropolitano al nuevo estadio del Manzanares.
Calderón entró en la directiva del club en 1963 a través de Jesús Obregón, miembro de la junta de Javier Barroso. Su antecesor estaba a punto de dimitir por la crisis financiera y deportiva que atravesaba la entidad, de modo que convencieron al empresario para que asumiera el puesto con una fórmula que contentara tanto a los directivos como a los socios: el 31 de diciembre de 1963 fue nombrado vicepresidente, y el 21 de enero de 1964 fue nombrado presidente en funciones, oficializando su cargo en marzo a través de una asamblea de socios que le refrendó.

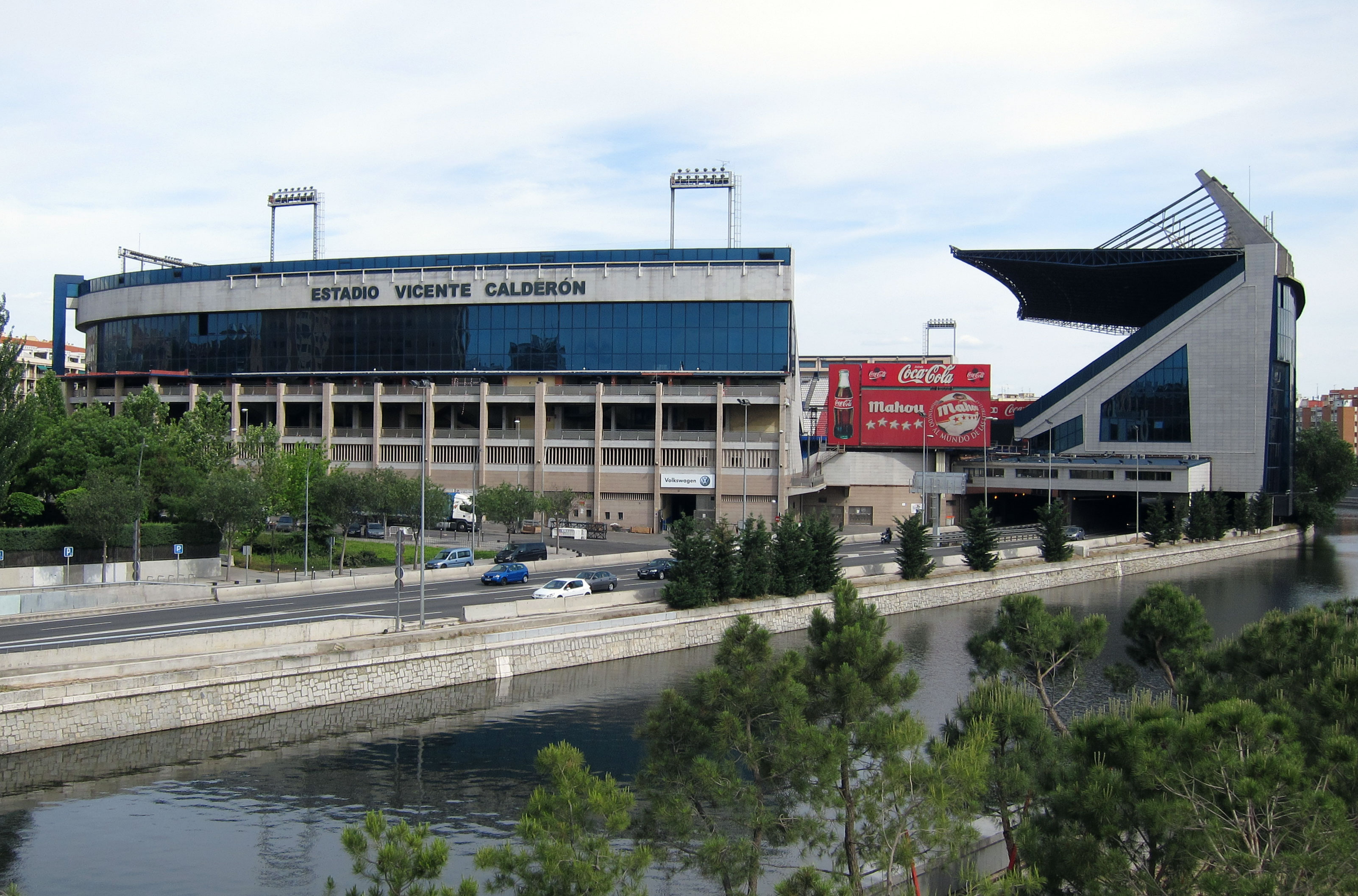
Exterior del estadio Vicente Calderón desde la orilla del río Manzanares.

El asunto más urgente era el proyecto de estadio en la ribera del Manzanares, cuyas obras comenzaron en 1959 y estaban paralizadas desde 1961. La falta de liquidez obligó a Barroso a traspasar a Joaquín Peiró y a vender los terrenos del Metropolitano en 1963, pero no se produjeron avances y la inmobiliaria estuvo dispuesta a ejecutar la orden de desahucio. Además, el ayuntamiento de Madrid se planteó reclamar la devolución de los terrenos. Calderón tuvo que negociar con ambas partes un nuevo plan de construcción; en mayo de 1965 se reanudaron las obras, y el 2 de octubre de 1966 se produjo la inauguración oficial del «estadio del Manzanares» con todas sus localidades de asiento, algo inédito en el fútbol español de la época. Cuatro años después de la apertura, las cuentas del club registraron beneficios por primera vez. Los socios reconocieron su gestión bautizando la cancha en 1971 como «estadio Vicente Calderón», nombre oficial a partir de 1972.
A nivel deportivo, Calderón apostó por competir en igualdad de condiciones con el Real Madrid y el Fútbol Club Barcelona. El primer triunfo de ese nuevo Atlético fue la Copa del Generalísimo 1964-65, y al año siguiente obtuvo el título de Primera División 1965-66 tras quince años sin conseguirlo. Esa etapa coincidió con la llegada de una generación de futbolistas que sería recordada en la historia del club: Luis Aragonés (1964-74), José Armando Ufarte (1964-74), José Eulogio Gárate (1966-77), Javier Irureta (1967-75) y Alberto (1969-79), siempre capitaneados por el veterano Adelardo Rodríguez (1959-74). En los años 1970 los resultados mejoraron gracias al fichaje de futbolistas extranjeros, en su mayoría argentinos: la institución sumó a sus vitrinas tres ligas (1970, 1973 y 1977) y dos copas (1972 y 1976).
Bajo su presidencia el equipo conquistó su mayor triunfo internacional hasta la fecha, la Copa Intercontinental 1974. Si bien el Atlético de Madrid había perdido la final de la Copa de Campeones de Europa 1973-74 frente al Bayern de Múnich en una final que requirió un partido de desempate, la negativa de los alemanes a jugar el torneo permitió que los rojiblancos asumieran la representación europea. El equipo de Luis Aragonés, quien a su retirada se había convertido en el entrenador, derrotó al Club Atlético Independiente para conquistar el título con sendos goles de Irureta y «Ratón» Ayala en el encuentro de vuelta.
En el plano institucional, en 1973 el Atlético de Madrid organizó el primer torneo de verano de la capital española, el trofeo Villa de Madrid. La apuesta por el fútbol base quedó reflejada con la compra del Reyfra Atlético de Tercera División, renombrado en 1970 como Atlético Madrileño, y que en la temporada 1979-80 logró subir a Segunda División. Además se potenciaron secciones deportivas como el balonmano, el voleibol y el hockey femenino.
La notable trayectoria se mantuvo hasta la temporada 1979-80, cuando se produjo una concatenación de malos resultados, números rojos en las cuentas, y disputas internas tanto en la plantilla como entre los cargos directivos. Vicente Calderón terminó dimitiendo el 16 de junio de 1980 tras convocar elecciones a la presidencia y fue reemplazado por el doctor Alfonso Cabeza.

### Segunda etapa (1982-87)
A diferencia de lo sucedido en el mandato anterior, el Atlético de Madrid sólo pudo conquistar dos títulos en cinco temporadas: la Copa del Rey 1984-85 y la Supercopa de España 1985, ambas bajo la dirección de Luis Aragonés.
La inhabilitación de Alfonso Cabeza precipitó la vuelta de Calderón a la presidencia del Atlético el 3 de agosto de 1982. A su regreso, la institución atravesaba una grave crisis deportiva, institucional y económica, con una deuda superior a los 500 millones de pesetas acrecentada durante los dos años de su ausencia. La primera medida de la nueva junta fue retomar las relaciones con la Federación Española de Fútbol, rotas durante el mandato de Cabeza, para presentar un plan de saneamiento de los clubes españoles. De hecho fue presidente interino del Comité de Fútbol Profesional —predecesor de la Liga de Fútbol Profesional (LFP)— en 1983.
En 1985 asumió la polémica venta del referente del equipo, el delantero mexicano Hugo Sánchez, a sus rivales y vecinos del Real Madrid. En aquel momento las dificultades económicas del Atlético provocaron que varios jugadores, entre ellos el propio Hugo, denunciaran retrasos en el pago de sus nóminas. Calderón tuvo que declararle transferible a petición del jugador, y como medida para obtener algún beneficio económico por su marcha ya que su contrato finalizaba al año siguiente. Si bien el F. C. Barcelona había presentado una oferta superior, Sánchez prefirió irse al Real Madrid después de ser convencido por su recién electo presidente Ramón Mendoza. Calderón, previendo que su venta al Real Madrid causaría malestar entre los aficionados, planteó con Mendoza y el directivo mexicano Álvarez Mazarrasa una operación a tres bandas: el 4 de julio el Atlético vendía a Hugo Sánchez al Pumas de la UNAM por 200 millones de pesetas, y dos semanas después los «universitarios» lo traspasaron al Real Madrid por 250 millones de pesetas. La medida preventiva no tuvo el efecto deseado, pero a pesar de las críticas de los aficionados colchoneros, que jamás perdonaron al ariete su decisión, la operación sirvió para evitar la bancarrota de la entidad.
Los últimos años de Calderón estuvieron marcados por una lucha de poderes para sucederle. Aun cuando ya era notorio que padecía problemas de salud, decidió posponer un año las elecciones previstas para 1986 y presentarse a la reelección. Su junta tomó medidas como incluir publicidad en la camiseta —aunque no llegó a adoptarse en su mandato—, llegar a un acuerdo financiero con la Comunidad de Madrid para paliar la deuda, y defender la continuidad de las secciones deportivas pese a que eran deficitarias. Una semana antes de fallecer, Calderón había viajado a Brasil para cerrar el fichaje de Alemão.

## Muerte

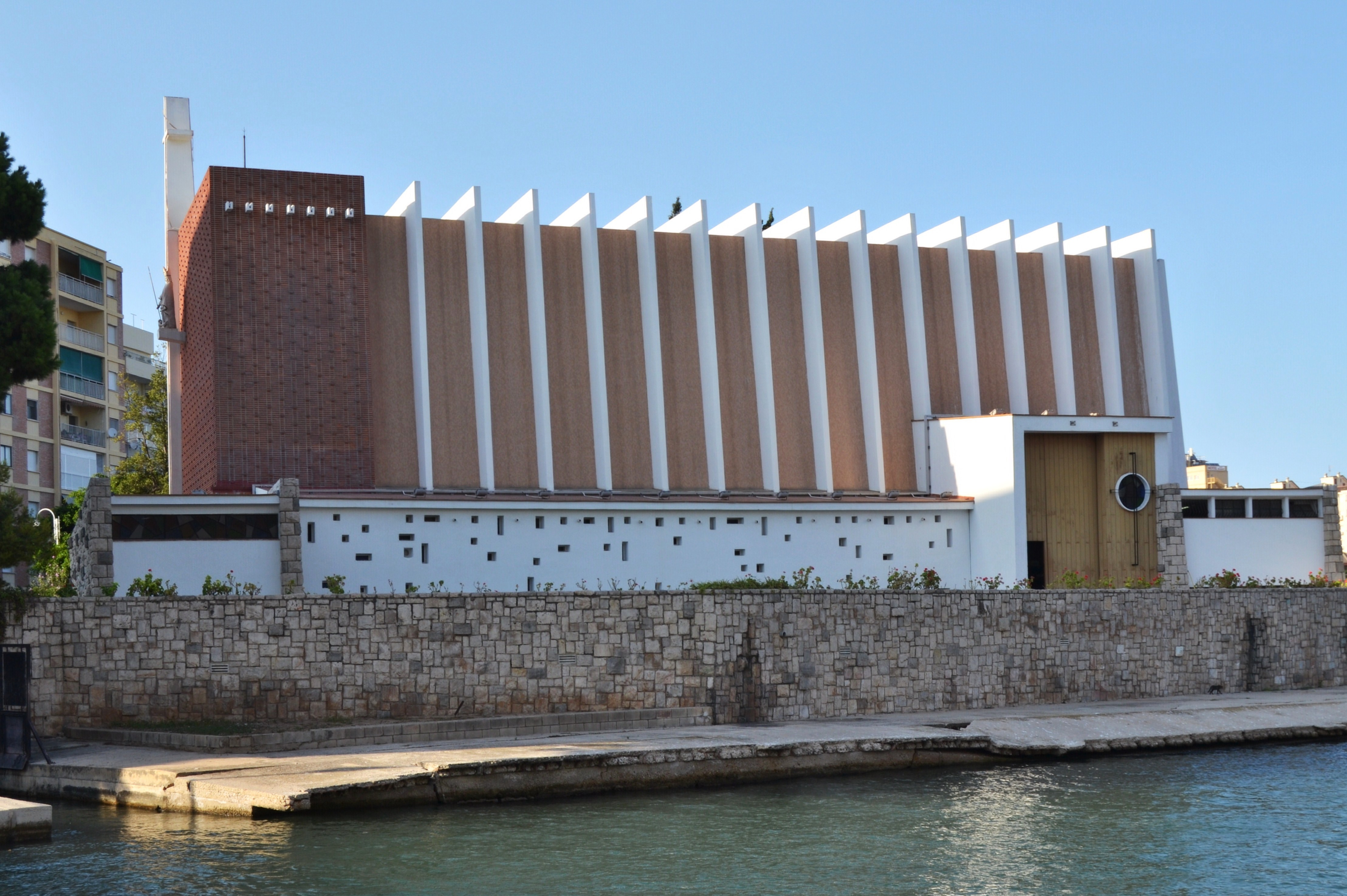
El funeral de Vicente Calderón tuvo lugar en la Iglesia de San Nicolás de Gandía, que había ayudado a construir en 1962.

El 22 de marzo de 1987 fue internado en el Hospital Central de la Cruz Roja de Madrid, después de que el servicio doméstico le hallara inconsciente en su domicilio. El mandatario había sufrido una hemorragia cerebral frontal derecha que requirió intervención quirúrgica. Tras permanecer dos días en coma, Vicente Calderón falleció en la mañana del 24 de marzo, producto de un paro cardiorrespiratorio secundario a hipertensión intracraneal, según el parte médico entregado por el neurocirujano Emilio Ley.
La noticia conmocionó a la sociedad española, y los referentes del deporte en aquella época coincidieron en resaltar su contribución. El presidente del Comité Olímpico Internacional, Juan Antonio Samaranch, lamentó la pérdida de «uno de los pilares del fútbol español», mientras que Adelardo Rodríguez, leyenda del Atlético de Madrid y yerno del difunto, aseguró lo siguiente: «quien venga a reemplazarle tiene una tarea difícil, pero indudablemente él ha dejado un camino marcado». En una carta publicada en el diario ABC, Luis Aragonés dijo de él que «ha sido el mejor presidente que ha tenido el Atlético en toda su historia, y que no vendrá nadie que le pueda superar. Con eso está dicho todo».

Cumpliendo su última voluntad, los restos fueron enterrados al día siguiente en la cripta de la capilla de San Francisco de Borja, a la entrada, del lado de la epístola, de la iglesia de San Nicolás del Grao de Gandía, junto a los de su fallecida esposa.
La presidencia del Atlético de Madrid fue asumida en funciones por Francisco Javier Castedo, quien convocó elecciones para el 26 de junio. El vencedor de los comicios fue el empresario Jesús Gil y Gil, exmiembro de la junta de Calderón en 1982 y uno de sus mayores opositores desde que dejara el cargo por discrepancias personales. De hecho, Gil fue el último presidente elegido por los socios: en 1992 la entidad fue transformada en una sociedad anónima deportiva y pasó a estar controlada por accionistas.

## Palmarés

### Campeonatos nacionales
- 4 Ligas (1965/66, 1969/70, 1972/73, 1976/77)
- 4 Copas del Rey (1965, 1972, 1976, 1985)
- 1 Supercopa de España (1985)
- 7 Ligas de España de Balonmano (1963/64, 1964/65, 1978/79, 1980/81, 1982/83, 1983/84 y 1984/85)
- 8 Copas de España de Balonmano (1966, 1967, 1968, 1978, 1979, 1981, 1982, 1987)

### Campeonatos internacionales
- 1 Copa Intercontinental (1974)
- 3 Trofeos Mohamed V (1965, 1970, 1980)

## Condecoraciones
| Condecoración                                | Año  |
| -------------------------------------------- | ---- |
| Comendador de la Orden Uissan Alauita        | 1965 |
| Encomienda de la Orden de Alfonso X el Sabio | 1967 |
| Medalla de Plata de la Villa de Madrid       | 1970 |
| Gran Cruz de la Orden del Mérito Civil       | 1970 |